# Snegotin
Snegotin (cyr. Снеготин) – wieś w Serbii, w okręgu braniczewskim, w gminie Golubac. W 2011 roku liczyła 148 mieszkańców.